# Arotromima politica
Arotromima politica är en fjärilsart som beskrevs av Edward Meyrick 1929. Arotromima politica ingår i släktet Arotromima och familjen stävmalar. Inga underarter finns listade i Catalogue of Life.